# Tia-Adana Belle
Tia-Adana Belle (ur. 16 czerwca 1996) – barbadoska lekkoatletka specjalizująca się w biegach płotkarskich.
W 2013 została wicemistrzynią świata juniorów młodszych na dystansie 400 metrów przez płotki. Stawała na podium CARIFTA Games. Złota medalistka mistrzostw Barbadosu.

## Osiągnięcia
| Rok  | Impreza                                     | Miejsce        | Konkurencja                     | Lokata     | Wynik   |
| ---- | ------------------------------------------- | -------------- | ------------------------------- | ---------- | ------- |
| 2012 | Mistrzostwa Ameryki Śr. i Karaibów juniorów | San Salvador   | bieg na 400 metrów przez płotki | 2. miejsce | 1:00,68 |
| 2013 | Mistrzostwa świata juniorów młodszych       | Donieck        | bieg na 400 metrów przez płotki | 2. miejsce | 58,42   |
| 2013 | Mistrzostwa panamerykańskie juniorów        | Medellín       | bieg na 400 metrów przez płotki | 7. miejsce | 1:01,41 |
| 2014 | Mistrzostwa Ameryki Śr. i Karaibów juniorów | Morelia        | bieg na 400 metrów przez płotki | 1. miejsce | 1:00,30 |
| 2014 | Mistrzostwa świata juniorów                 | Eugene         | bieg na 400 metrów przez płotki | półfinał   | 58,59   |
| 2015 | Mistrzostwa panamerykańskie juniorów        | Edmonton       | bieg na 400 metrów przez płotki | 3. miejsce | 1:00,03 |
| 2015 | Mistrzostwa NACAC                           | San José       | bieg na 400 metrów przez płotki | eliminacje | 1:01,05 |
| 2016 | Młodzieżowe mistrzostwa NACAC               | San Salvador   | bieg na 400 metrów przez płotki | 3. miejsce | 57,16   |
| 2016 | Igrzyska olimpijskie                        | Rio de Janeiro | bieg na 400 metrów przez płotki | eliminacje | 56,68   |
| 2017 | Mistrzostwa świata                          | Londyn         | bieg na 400 metrów przez płotki | eliminacje | 58,82   |
| 2018 | Igrzyska Ameryki Środkowej i Karaibów       | Barranquilla   | bieg na 400 metrów przez płotki | półfinał   | 58,42   |
| 2018 | Mistrzostwa NACAC                           | Toronto        | bieg na 400 metrów przez płotki | 8. miejsce | 58,82   |
| 2019 | Igrzyska panamerykańskie                    | Lima           | bieg na 400 metrów przez płotki | 5. miejsce | 55,93   |
| 2019 | Mistrzostwa świata                          | Doha           | bieg na 400 metrów przez płotki | eliminacje | 57,37   |
| 2021 | Igrzyska olimpijskie                        | Tokio          | bieg na 400 metrów przez płotki | półfinał   | 59,26   |
| 2023 | Igrzyska Ameryki Środkowej i Karaibów       | San Salvador   | bieg na 400 metrów przez płotki | 4. miejsce | 56,82   |

## Rekordy życiowe
- Bieg na 400 metrów – 52,48 (2021)
- Bieg na 400 metrów przez płotki – 54,18 (2019)